# Сосновый Бор (Московская область)
Сосновый Бор (до 2009 года — посёлок Леспромхоза) — посёлок в Подольском районе Московской области России. Входит в состав сельского поселения Лаговское (до середины 2000-х — Лаговский сельский округ).

## Население
| 2002 | 2006 | 2010 |
| ---- | ---- | ---- |
| 92   | ↘11  | ↗71  |

Согласно Всероссийской переписи, в 2002 году в посёлке проживало 92 человека (46 мужчин и 46 женщин). По данным на 2005 год в посёлке проживало 11 человек.

## Расположение
Посёлок Сосновый Бор расположен между городами Подольск и Климовск (5 км до центра Подольска и 3 км до центра Климовска). Через посёлок проходит Объездная дорога, соединяющая старое Варшавское шоссе и Симферопольское шоссе. В посёлке останавливается автобус № 44.